# Gokusen
Gokusen (яп. ごくせん) — манга Моримото Кодзуэко и выпущенные на её основе анимационный и игровой сериалы и полнометражный фильм. Gokusen называли женским пастишем на популярную японскую серию аниме и манги «Крутого учителя Онидзуку».
Манга выходила в женском журнале комиксов «You» раз в две недели с 2000 года. На 2006 год с 11 выпущенными томами она попала в список бестселлеров. В феврале 2007 года был выпущен последний пятнадцатый том.
Дорама «Gokusen» была показана по телевидению в 2002 году. Она состоит из 12 серий и совпадает по сюжету с мангой и вышедшим в 2004 году аниме. Также к ней была выпущена специальная серия Gokusen Special: Sayonara 3-nen D-gumi, являющаяся сиквелом к первому сезону дорамы и приквелом для второго. Второй сезон был показан в 2005 году. Он состоит из 10 серий. В 2004 году компания Madhouse Studios выпустила 13-серийный аниме-сериал. Показ аниме по японскому телеканалу Nippon Television состоялся в начале 2004 года.
Название «Гокусэн» является сленговым выражением, образованным от «Гокудо но Сэнсэй» («Учитель-гангстер»).

## Сюжет
Однажды весной в старшей школе появляется новая учительница — Кумико Ямагути. В начале она, одетая в спортивную форму и носящая очки, не произвела особого впечатления на учеников и получила от них прозвище Янкуми. В первую очередь Ямагути не старается научить всех в классе математике, она больше беспокоится о том, чтобы подопечные выросли настоящими людьми.
Янкуми приходит на помощь в самый нужный момент, своим умением драться разгоняя всех бандитов, ведь она не просто учительница. Ямагути Кумико — внучка главы одного из кланов якудзы. Её родители умерли, когда она была маленькой, и Янкуми осталась единственной наследницей деда, так что она — будущий босс клана Оэдо. В школе она должна скрывать ото всех правду о своей семье, ведь если это станет известно, попечительский совет может даже закрыть учебное заведение.

## Персонажи

### Кумико Ямагути
Кумико Ямагути «Янкуми» (яп. 山口 久美子 Ямагути Кумико) — главная героиня, ей 23 года. Она только что окончила колледж и начала работу в Сирокин Гакуэн. Янкуми идеалистка. Она желает вдохновить своих студентов и помочь им окончить старшую школу, журнал Animefringe называет её более умным вариантом учителя Онидзуки из Great Teacher Onizuka. С семи лет, после смерти её родителей Кумико живёт со своим дедом, являющимся главой одного из влиятельных кланов якудзы в Токио. В подобном окружении она и набралась манер и выражений. Всё же у неё доброе сердце и глубокая вера в своих учеников, даже если сначала она им не доверяла, а они её не уважали. Вера Кумико в учеников и её непревзойдённое умение драться, помогают ей завоевать их уважение и помочь им в трудных жизненных ситуациях. Ученики дали ей прозвище — «Янкуми». Оно созвучно слову «Yankee», которым в Японии называют молодых правонарушителей, членов рокерских банд, особенно женщин. Имя Кумико Ямагути содержит намек на её семейное дело. «Кумико» (久美子) созвучно «Куми» (組=клан), обычному суффиксу для преступных синдикатов (и классовых групп). «Ямагути-гуми», базирующаяся в Кобе, самая большая и пользующаяся дурной славой криминальная организация в Японии. В июле 2002, мае 2005 и августе 2008 года за роль Янкуми в дораме Юкиэ Накама получила награды Television Drama Academy Award как «Лучшая актриса». За съемки в одной серии второго сезона актриса Юкиэ Накама получала по 2 миллиона йен, что делало её самым высокооплачиваемым актёром на японском телевидении.
Сэйю: Риса Хаямидзу

### Класс 2—4
Син Савада (яп. 沢田 慎 Савада Син) — 18-летний лидер класса 2-4. Он хладнокровный, умный, обаятельный, порой замкнутый парень. У него самые высокие оценки в школе. Все в классе смотрят на него. Сина многие боятся из-за инцидента в средней школе, когда он ударил учителя. Син положил глаз на Янкуми. Он чувствует, что с их новой учительницей что-то не так. В дораме говорится, что у него есть младшая сестра. В аниме — старший брат. Семья Сина — довольно состоятельная, хотя у него с ней довольно странные отношения, особенно с отцом. В аниме его отцом является один из старших офицеров полиции. В июле 2002 года Дзюн Мацумото за эту роль был награждён Television Drama Academy Award как «Лучший актёр второго плана».
Сэйю: Кэнъити Судзумура
Тэруо Кумаи «Кума» (яп. 熊井 輝夫 Кумаи Тэруо) — лучший друг Сина. Они выросли вместе. Большой и толстый Кумаи всё время ввязывается в неприятности. Кума до сих пор зовёт друга: «Син-тян». В манге и аниме его воспитывает одна мать, работающая в хост-клубе, находящимся под защитой клана Оэдо. Янкуми помогает Кумаи несколько раз, даже однажды спасает жизнь его матери. 
Прозвище героя же — «Кума» (переводится как «медведь») — является не только сокращением от фамилии. Кума похож на медведя своим поведением: он выглядит, ходит и ест как медведь.
Сэйю: Хироми Сугино
Харухико　Утияма «Ути» (яп. 内山 春彦 Утияма Харухико) — второй человек в классе и при отсутствии Сина может подбить остальных практически на что угодно. Правда, это «что угодно» обычно имеет последствия и Янкуми приходится срочно выручать их компанию. Особых успехов в учёбе нет, хотя в классе не последний. Ленив и упрям, при этом вспыльчив и легко лезет на рожон. Довольно безответственен. Спокойно проспал в неизвестном месте, пока его друзья бегали по ночному городу, искали его, боясь, что с ним что-то случилось. Его семья фигурирует только в дораме.
Сэйю: Ёити Масукава
Такэси Нода (яп. 野田 猛 Нода Такэси) — один из самых противоречивых персонажей. В аниме и манге Нода блондин, постоянно носит кепку. У него есть сестра, из карманов пальто которой он может спокойно забрать кошелёк с деньгами и потратить на всех своих друзей. Однажды его даже принимают за вора и он вместе с друзьями решает попытаться поймать настоящего грабителя, чтобы обелить себя. Именно Нода придумал прозвище Ямагути — «Янкуми», в чём тут же ей и сознался.
Сэйю: Исао Ямагиси
Ёити Минами (яп. 南 陽一 Минами Ё:ити) — взбалмошный и упрямый парень. Он крайне вспыльчив. Минами из тех людей, кто сначала делает, а потом уже думает о том, что сделал. Его оценки за тесты очень близки к нулю. Янкуми он заявляет, что, окончив школу, пойдёт в бандиты. Минами усиленно делает вид, что ему все вокруг безразлично и дольше всех отказывался признать своё расположение к Кумико.
Сэйю: Такуро Накакуни

### Клан Оэдо
Рюитиро Курода (яп. 黒田 龍一郎 Курода Рю:итиро:) — дед Ямагути и глава клана Оэдо. Добрый старик, очень любящий свою внучку и покровительствующий её желанию заниматься обучением детей. Он всегда готов поддержать Кумико и дать ей совет. В то же время за ним чувствует сила, которую он уже давно не должен никому доказывать. Одного его слова хватит, что собрать большое количество бандитов под своим началом. В середине аниме он попадает в больницу. Среди якудзы известен под прозвищем «Взлетающий дракон».
Сэйю: Тикао Оцука
Кётаро Осима «Кё-сан» (яп. 大島 京太郎 О:сима Кё:таро:) — вакагасира, правая рука босса. Из всего клана он внешне больше всех похож на бандита. Отстранённый, жёсткий, суровый и готовый карать по малейшему знаку. У него есть привычка лить ручьи слез, особенно когда он не может что-то сделать для Кумико.
Когда Янкуми была маленькой девочкой, именно он учил её драться и защищаться от нападок в школе из-за связей с якудзой. Довольно патетичен и чётко следует ритуалам якудзы, хотя по мнению Кумико он всего лишь «позирует». В дораме этот персонаж отсутствует.
Сэйю: Норио Вакамото
Тэцу Асакура (яп. 朝倉てつ Асакура Тэцу) — один из друзей Кумико или, как она сама однажды выразилась, он ей как «милый младший брат». Тэцу не блещет умом, в своё время его бросили родители, а за неуспеваемость выгнали из школы. Он никому не позволит обижать «сестру» и в любой момент готов броситься ей на помощь, даже если эта помощь Кумико не требуется. Вместе с Минору он всё время оберегает Ямагути.
Сэйю: Кэйдзи Хираи
Минору Тацукава (яп. 達川ミノル Тацукава Минору) — второй «милый младший братишка» Кумико. Более сообразительный, чем Тэцу, но настолько же преданный Ямагути, так как она взяла их в клан и тренировала ещё когда они оба ходили в школу. Среди его вредных для здоровья привычек числится вместе с Тэцу пародировать Ямагути, когда к ним в додзё заглядывает Синохара-сэнсэй. За это Янкуми обычно решает «потренироваться» с ними.
Фудзи Курода (яп. 黒田 富士 Курода Фудзи) — Преданный пёс Ямагути, носящий розовый бантик на хвосте. Немолодой и ворчливый. В то же время — этот пёс относится к Ямагути скорее как к дочери, которую надо беречь и лелеять. Фудзи никогда не оставляет её одну и ходит за Кумико по пятам, не давая никому в обиду. Среди его любимых блюд — лапша, приготовленная Цурутой.
Сэйю: Сэйдзо Като
Томоя Синохара (яп. 篠原 智也 Синохара Томоя) — красивый мужчина, строгий и сдержанный. Кумико в его присутствии из будущего босса клана превращается во влюблённую девочку. В аниме и манге он адвокат клана Кумико. Когда он ещё был студентом дед Ямагути помог ему и за это Синохара работает на клан теперь. В дораме Синохара детектив.
Сэйю: Кацуюки Кониси

### Остальные
Сидзука Фудзияма «Фудзияма-сэнсэй» (яп. 藤山静香 Фудзияма Сидзука) — была принята на работу вместе с Кумико. Они единственные женщины в школе. Она довольно сексуальна и обычно носит соответствующую одежду (в школе завуч заставляет её и Янкуми надевать спортивную форму). Ранее Фудзияма преподавала в средней школе, но по молодости не сумела предотвратить катастрофу в классе и вынуждена была уволиться. Она очень довольна, что теперь учит старшеклассников. Фудзияма постоянно шутит о том, какие из парней милые и с кем из них она бы переспала. В аниме и манге она преподаёт музыку и даже устраивает хор. В дораме Фудзияма учительница английского.
Сэйю: Рика Мацумото
Ганъитиро Сиракава «Котё» (яп. 白川 雁一郎 （校長） Сиракава Ганъитиро (Ко:тё:)) — директор школы и довольно интересный тип. В аниме и манге — жизнерадостный маленький забавный человек. У него есть старший брат — глава попечительского совета школы. Директор несмотря на свою кажущуюся безалаберность довольно ревностно относится к своим обязанностями и сильно болеет за школу и её учеников. Любит растения — его кабинет уставлен ими.
Сэйю: Томохиро Нисимура
Горо Саватари (Кёто) (яп. 猿渡 五郎 （教頭） Саватари Горо: (Кё:то:)) — завуч школы, главный враг Янкуми среди персонала школы. В манге он появляется всего раз или два. В аниме и дораме этот персонаж постоянно обвиняет учеников во всех возможных преступлениях. Он считает, что ни один из учащихся ни на что не годен и не заслуживает внимания. В аниме все его действия направлены на то, чтобы скомпрометировать школу. Он находится в сговоре с братом директора. Завуч всегда носит каску и опасается, что кто-нибудь из учеников может сделать ему какую-либо пакость. Его мечта — стать во главе здания, которое должно быть построено на месте школы.
Сэйю: Кэн Уосаки

## Манга
Манга создана Моримото Кодзуэко и печаталась под маркой You Comics. Всего она включает в себя 15 танкобонов, выходивших с 2000 по 2007 год.
В 2009 году в связи с выходом полнометражного игрового фильма Кодзуэко нарисовала дополнительную историю про Янкуми и её ученика — Сина Саваду.
| ISBN                       | Дата выхода       |
| -------------------------- | ----------------- |
| Том 1. ISBN 4-08-862503-X  | Вышел: 23.08.2000 |
| Том 2. ISBN 4-08-862529-3  | Вышел: 22.03.2001 |
| Том 3. ISBN 4-08-862535-8  | Вышел: 17.08.2001 |
| Том 4. ISBN 4-08-862539-0  | Вышел: 19.03.2002 |
| Том 5. ISBN 4-08-862542-0  | Вышел: 19.07.2002 |
| Том 6. ISBN 4-08-862548-X  | Вышел: 19.03.2003 |
| Том 7. ISBN 4-08-862552-8  | Вышел: 18.07.2003 |
| Том 8. ISBN 4-08-862554-4  | Вышел: 18.12.2003 |
| Том 9. ISBN 4-08-862557-9  | Вышел: 18.06.2004 |
| Том 10. ISBN 4-08-862560-9 | Вышел: 16.12.2004 |
| Том 11. ISBN 4-08-862564-1 | Вышел: 19.05.2005 |
| Том 12. ISBN 4-08-862569-2 | Вышел: 16.09.2005 |
| Том 13. ISBN 4-08-862570-6 | Вышел: 17.03.2006 |
| Том 14. ISBN 4-08-862572-2 | Вышел: 19.10.2006 |
| Том 15. ISBN               | Вышел: 19.04.2007 |

## Аниме
В 2004 году компания Madhouse Studios выпустила 13-серийный аниме-сериал. Показ аниме по японскому телеканалу Nippon Television состоялся в начале 2004 года. Сериал был лицензирован и показан так же в США, Франции, Корее и Тайване.
На территории США аниме лицензировано компанией Media Blasters. При этом компания создала множество отсылок к известным фильмам: стиль английского логотипа напоминает «Крестного отца», а названия отдельных дисков — пародии на известные фильмы о мафии. Первый диск The Unteachables / «Необучаемые» — The Untouchables / «Неприкасаемые», второй Kumiko’s Way / «Путь Кумико» — Carlito’s Way / «Путь Карлито» и третий Road to Graduation / «Выпускной путь» — Road to Perdition / «Проклятый путь».

### Серии
| | |            |  |
| 01 | Прибытие нового учителя с секретом!! «Вакэ ари синмай кё:си тандзё:!!» (わけあり新米教師誕生!!)                             | 07.01.2004 |  |
| В самую проблемную школу города принимают двух новых учительниц. Среди учеников старших классов это событие вызывает определённое оживление, но одна из учительниц ведёт себя как-то уж странно...                                                                              | |            |  |
| 02 | Дуэль!! Син против Одзё? «Таикэцу!! Син таи одзё:?» (対決!! 慎vs(たい)お嬢？)                                               | 14.01.2004 |  |
| Новой учительнице поручили провести открытый урок и она очень хочет, чтобы все прошло замечательно, но у лидера класса другие планы... | |            |  |
| 03 | Первый опыт Кумы? «Кума но хацутаикэн?» (クマの初体験？)                                                                    | 21.01.2004 |  |
| У новых людей всегда полно инициативы. Почему бы не провести в школе дополнительные занятия по математике или не основать школьный хор?.. И не важно, что за всю историю школы это никому не удавалось.                                                                         | |            |  |
| 04 | Одзё со светлыми волосами! Кто настоящий преступник? «Одзё: га кимпацу! Синханнин ва дарэ да?» (お嬢が金髪！真犯人は誰だ？) | 28.01.2004 |  |
| На улицах города появился грабитель, нападающий на одиноких женщин. Его портрет очень напоминает Ноду, а объявления о розыске развешаны в неимоверном количестве на заборе школы... Но ведь ученики ни при чём?!                                                                | |            |  |
| 05 | Клан Оэдо в опасности! «О:эдо-куми но кики!» (大江戸組の危機！)                                                             | 04.02.2004 |  |
| Сила клана якудзы - в его лидере, но босс попадает в больницу и бремя ответственности ложится на его внучку. В то же время клан Оэдо обвиняют в том, что он посягнул на чужую территорию.                                                                                       | |            |  |
| 06 | Великий поступок Кё-сана? «Кё:-сан но мэйсибай?» (京さんの迷芝居？)                                                         | 11.02.2004 |  |
| В какие неприятности можно влипнуть, если проследишь за своим учителем? Син и Кума решают узнать это на собственном опыте. | |            |  |
| 07 | Людские сердца «Мингэнси~на~ ттэ нан дзя!?» (ミンゲンヒ～ナ～って何じゃ!?)                                                  | 18.02.2004 |  |
| В классе Фудзиямы-сэнсэй есть ученик, над которым все издеваются, но учителя приложат все усилия, чтобы помочь ему. | |            |  |
| 08 | Экскурсионная поездка класса в ад начинается! «Дото: но Дзю:гакурёко: Сута:то!!» (ドトーの修学旅行スタート！！)             | 25.02.2004 |  |
| Что может быть лучше поездки на берег моря?.. Но если с тобой едет четыре класса учеников, готовых подраться с местными жителями, погулять с девушками или в любой момент могущих разнести в щепки мебель в гостинице, то путешествие из рая становится его противоположностью. | |            |  |
| 09 | Школьная битва вспыхнула без моральных устоев «Дзинги наки гакуин то:со: боппацу!?» (仁義無き学院闘争勃発!?)                | 03.03.2004 |  |
| На фоне школьного фестиваля опять вспыхивает вражда между младшими и старшими классами, но на стороне старшеклассников преимущество - временно исключённый Цурута, готовящий очень вкусную лапшу.                                                                               | |            |  |
| 10 | Целевая школа! «Нэраварэта гакуин!» (ねらわれた学院！)                                                                      | 10.03.2004 |  |
| На учеников школы нападают люди, скрывающиеся за кошачьими масками. Единственный способ защититься - купить дорогой «талисман». В тому же банда осмелилась орудовать на территории клана без разрешения на это якудзы.                                                          | |            |  |
| 11 | Син-сан собирается покинуть школу? «Син-сан ва гакко: о ямэру!?» (慎さんが学校を辞める!?)                                   | 17.03.2004 |  |
| Отец Син-тяна заставил сына вернуться домой и наконец бросить эту «неподходящую» школу. Его друзья вместе с Ямагути решают выкрасть Сина из дома отца, вот только отец у него работает...                                                                                       | |            |  |
| 12 | Сирокин Гакуин закрывают...!? «Сирокин гакуин га хэйко:...!?» (白金学院が閉校…!?)                                           | 24.03.2004 |  |
| Попечительский Совет принимает решение о закрытии школы и постройке на её месте современного центра. Единственный способ оставить её - стать первыми в Японии в любом виде спорта за две недели, но единственное сильное место школы - это уличные драки.                       | |            |  |
| 13 | Последний долг Янкуми! «Янкуми сайго но дзинги!» (ヤンクミ最後の仁義！)                                                     | 31.03.2004 |  |
| Завуч узнаёт, что Янкуми живет в клане Оэдо, и пытается, опираясь на эти сведения, возобновить закрытие школы. Но Кумико успевает подать заявление на увольнение раньше, а затем, сжигаемая лихорадкой, оказывается похищенной конкурирующим кланом.                            | |            |  |

## Дорама
В 2002 году по мотивам манги на экраны вышла дорама — Gokusen, ставшая очень популярной. Первый сезон транслировался c 17 апреля 2002 по 3 июля 2002. Всего было показано 12 серий, каждая продолжительностью 50 минут. Сюжет этого сезона совпадает с аниме и мангой. Была выпущена дополнительная серия-сиквел Gokusen Special: Sayonara 3-nen D-gumi, являющаяся так же приквелом для второго сезона. В июле 2002 года за роли в сериале Юкиэ Накама (Янкуми) и Дзюн Мацумото (Син Савада) получили награды Television Drama Academy Award.
Второй сезон дорамы демонстрировался в 2005 году с 15 января до 19 марта и содержал всего десять серий. Телевизионный рейтинг последней серии сезона составил 32,5 % в Канто, а средний рейтинг сезона — 28,0 %. Юкиэ Накама, актриса, сыгравшая Кумико Ямагути, получала за съемки в одной серии 2 миллиона йен, что делало её самым высокооплачиваемым актёром на японском телевидении. В мае 2005 года Gokusen 2 была названа «Лучшей дорамой» на 44-й Television Drama Academy Awards, Юкиэ Накама — «Лучшей актрисой», а Кадзуя Камэнаси (Рю Одагири) — «Лучшим актёром второго плана».
Третий сезон был показан на телевидении с 19 апреля по 28 июня 2008 года. Его рейтинг стал высшим среди телесериалов в 2008 году в Японии. Первая серия сумела достичь рейтинга 26,4 %, а среднее число для всех его серий — 22,8 % в регионе Канто. Дополнительная серия сезона Gokusen Sotsugyō Special '09: Yankumi Saigo no Sotsugyō Shiki! во время премьеры по телевидению 28 марта 2009 года собрал рейтинг 18,1, став тем самым второй по популярности дорамой недели. В августе 2008 года Юкиэ Накама за роль в нём в очередной раз получила Television Drama Academy Award как «Лучшая актриса».

### Фильм
Завершением всех трёх сезонов дорамы стал полнометражный игровой фильм, вышедший в 2010 году. Актёрский состав в основном совпадает с последним сезоном сериала, но в съемках в том числе участвовали актёры из первых сезонов. Ученики второго класса из третьего сезона становятся новыми подопечными Янкуми после выпуска её предыдущих подопечных. Одного из бывших учеников Кумико подозревают в продаже наркотиков и она приходит ему на помощь вместе со своими как нынешними, так и бывшими учениками.
В первые же выходные после начала показа в кинотеатрах фильм занял первое место в Японии по кассовым сборам, собрав согласно Box Office Mojo 5 064 634 $ на 409 экранах. За первые 6 недель общие кассовые сборы фильма составили 31 728 424 $. Он покинул чарт только через 7 недель, до последнего момента оставаясь в топ 10 фильмов. Согласно данным ассоциации кинопродюсеров Японии, по итогам года фильм занял 7-е место по кассовым сборам в стране.
DVD-издание фильма в первую же неделю продаж заняло второе место по продажам в чарте Oricon. Вышедшее в 2010 году blu-ray издание фильма в первую же неделю заняло третье место по числу продаж.

## Музыка

### OST-альбомы
К аниме был выпущен музыкальный альбом — Gokusen Original Soundtrack. Также как и каждый из сезонов дорамы и полнометражный фильм сопровождались своим диском.

#### К аниме-сериалу
Gokusen Original Soundtrack (「ごくせん」オリジナルサウンドトラック) — OST-альбом к аниме-сериалу «Gokusen». Вышел в 25 февраля 2004 года.
Вся музыка написана Томоки Хасэгава.
| №                   | Название                                        | Исполняет           | Длительность |
| ------------------- | ----------------------------------------------- | ------------------- | ------------ |
| 1.                  | «Honto no Kotoba (TV edition)» (яп. 本当の言葉) | FOOT STAMP          |              |
| 2.                  | Без названия (яп. 久美子 登校)                  |                     |              |
| 3.                  | Без названия (яп. 生徒達)                       |                     |              |
| 4.                  | Без названия (яп. 私立白金学院高等学校)         |                     |              |
| 5.                  | Без названия (яп. 一触即発)                     |                     |              |
| 6.                  | Без названия (яп. 恋するお嬢)                   |                     |              |
| 7.                  | Без названия (яп. 慎のテーマ)                   |                     |              |
| 8.                  | Без названия (яп. やりきれぬ思い)               |                     |              |
| 9.                  | Без названия (яп. 大江戸一家)                   |                     |              |
| 10.                 | Без названия (яп. 殴り込み)                     |                     |              |
| 11.                 | Без названия (яп. 陰謀)                         |                     |              |
| 12.                 | Без названия (яп. 決闘)                         |                     |              |
| 13.                 | Без названия (яп. ヤバイ!)                      |                     |              |
| 14.                 | Без названия (яп. 若者達)                       |                     |              |
| 15.                 | Без названия (яп. 夜のクラブ)                   |                     |              |
| 16.                 | Без названия (яп. 富士のテーマ)                 |                     |              |
| 17.                 | Без названия (яп. ある夜の出来事)               |                     |              |
| 18.                 | «Onore Michi (TV edition)» (яп. おのれ道)       | Аки Ясиро           |              |
| Общая длительность: | Общая длительность:                             | Общая длительность: | ~68:00       |

### Музыкальные темы
- Открывающие:
  - «Хонто но Котоба» (Слова правды), исполняемая группой Foot Stamp. Эта же песня звучит в плеере Сина Савады в 11 серии[8]. 25 февраля 2004 года вышел сингл с ней[28].
- Закрывающие:
  - «Онорэмити» (Его дорога), исполняемая Аки Ясиро (аниме)[5].
  - «Feel Your Breeze», исполняемая группой V6 (первый сезон дорамы). 12 июня 2002 года вышел сингл с ней[29].
  - «No More Cry» (Больше не плачь), исполняемая группой D-51 (второй сезон дорамы). Вышла в формате сингла 2 февраля 2005 года[30].
  - «Niji» (Радуга), исполненная Aqua Timez (третий сезон дорамы). Сингл на эту песню, вышедший 8 мая 2008 года[31], сразу же занял второе место в чарте Oricon и продержался в нём 6 недель[32].
  - «Plumeria ~Hana Uta~», исполняемая группой Aqua Timez (фильм).